# Tunø Fyr
Tunø Fyr er et fyrtårn på øen Tunø mellem Jylland og Samsø, indrettet 1801 i Tunø Kirkes tårn, efter at dette var blevet forhøjet med 6 m. Det hvide firkantede tårn blev i 1906 yderligere forhøjet til sin nuværende højde og fik tilføjet en ny lanterne. Flammehøjden er 31 m, og fyrkarakteren Oc WRG 5s. og dermed et vinkelfyr med en formørkelse hvert 5. sekund. Kirke og tårn hører under Den Danske Folkekirke, og er derfor ikke bygningsfredet. Kombinationen af et kirketårn og et fyrtårn findes ikke andre steder i Danmark. Før i tiden havde Tunø sin egen fastboende præst, og i mange år fungerede præsten som øens fyrmester, og det hed sig, "at på Tunø sover præsten hos fyrmesterens kone”.

## Fyrtårnets historie
I 1700-tallet var kirketårnet ved at falde sammen, øboerne havde planer om at rive kirketårnet ned, så der ikke skulle bruges penge på vedligeholdelse. Øens degn, Michel Sørensen Degn, anmodede allerede i 1796 amtmanden i Århus om at få indrettet kirketårnet med et lampefyr, hvis der kunne skaffes penge til det udefra, og fyrvæsenet ville betale for den fremtidige drift og vedligeholdelse.
1798 besøgte Lodsvæsenets leder Poul de Løvenørn (1751-1826), som under en tjenesterejse i 1798 blev præsenteret for ønsket om et fyr på Tunø.
Den 1. februar 1801 blev blev det 11 meter høje kirketårn indrettet som lampefyr. Inden fyret kunne tages i brug, var kirketårnet blevet restaureret og forhøjet med 6 meter og havde fået monteret et lampefyr i det hvide kirketårn.
1846 blev lampefyret erstattet af et linseapparat.
1902 fik fyret fik fyret indlagt en hvid vinkel, der til hjælp for fiskerierhvervet angiver sejlretningen til Tunø Havn.
1906 blev kirketårnet forhøjet til den nuværende højde 31 meter over havet og ændret til et vinkelfyr.
1921 fik fyret installeret en blaugasbrænder.